# Dół (Szklary)
Dół – część wsi Szklary w Polsce, położona w województwie małopolskim, w powiecie krakowskim, w gminie Jerzmanowice-Przeginia.
W latach 1975–1998 Dół administracyjnie należał do województwa krakowskiego.